# Machio
Machio ist eine ehemalige Gemeinde in Portugal. Es ist zudem die gemeinsame Bezeichnung für die zwei Hauptorte der ehemaligen Gemeinde, Machio de Cima („oberes Machio“) und Machio de Baixo („unteres Machio“).

## Geschichte
Erstmals offiziell erwähnt wurde Machio in einem Dokument aus dem Jahr 1241. Vermutlich war es nur eine Ansammlung weniger Häuser, bis sich im 15. und 16. Jh. vermehrt zum Christentum zwangskonvertierte Juden, sogenannte Cristãos novos hier niederließen. 1835 wurde die Gemeinde als São Miguel do Machio mit den Orten Machio de Baixo, Machio de Cima und Vale Pereiras erstmals eigenständig. 1896 erfuhr die Gemeinde eine Erweiterung um die Orte Maria Gomes, Portalegre und Travessa, durch Ausgliederung aus der Gemeinde Alvares.
1868 hatte die Gemeinde 270 Einwohner, 1930 waren es 776 Einwohner. Insbesondere seit den 1960er Jahren war die Bevölkerungsentwicklung in Machio dann von starker Auswanderung gekennzeichnet. 2011 hatte die Gemeinde noch 123 Einwohner. Im Zuge der Gebietsreform 2013 wurde Machio mit Portela do Fojo zu einer gemeinsamen Gemeinde neu zusammengeführt.

## Verwaltung
Machio war eine Gemeinde (Freguesia) im Kreis (Concelho) von Pampilhosa da Serra. Am 30. Juni 2011 hatte die Gemeinde 123 Einwohner auf einer Fläche von 15,0 km². Hauptort war Machio de Cima.
Die Gemeinde bestand aus folgenden fünf Ortschaften:
- Machio de Cima (Hauptort)
- Machio de Baixo
- Maria Gomes
- Travessa
- Vale Pereiras

Im Zuge der kommunalen Neuordnung Portugals am 29. September 2013 wurde die Gemeinde Machio mit Portela do Fojo zur neuen Gemeinde Portela do Fojo — Machio zusammengeschlossen. Sitz der neuen Gemeinde wurde Portela do Fojo.